# Hiatomyia
Hiatomyia là một chi ruồi trong họ Syrphidae.